# Aroazes
Aroazes es una ciudad y un municipio del estado del Piauí, Brasil. Se localiza en la microrregión de Valencia del Piauí, mesorregión del Centro-Norte Piauiense. El municipio tiene 6083 habitantes (2003) y 869 km². Fue creado en 1962.